# Legendy z Dogtownu
Legendy z Dogtownu (v originále Lords of Dogtown) je životopisný film americké režisérky Catherine Hardwicke z roku 2005. Scénář k filmu napsal Stacy Peralta. Film pojednává o příběhu Z-Boys, partě lidí, kteří stáli u zrodu skateboardingu. Film je věnován památce komika Mitche Herberga, který se ve filmu objevil, ale zemřel dříve, než byl film uveden do kin. Je to také první film, na němž spolupracovaly společnosti TriStar Pictures a Columbia Pictures, které jsou obě obchodními značkami skupiny Sony Pictures Entertaiment.

## Děj
V dogtownské části Venice Beach v raných 70. letech 20. století, kde surfaři Tony Alva (Victor Rasuk), Stacy Peralta (John Robinson) a Jay Adams (Emile Hirsch) žijí šťastný život plný skateboardingu a surfingu s majitelem skateshopu a designérem skateboardů Skipem Engblomem (Heath Ledger) a ostatními surfaři. Skipovi jednoho dne v jeho Zephyr skateshopu dojdou polyuretanová kolečka a kamarád Z-Boys Sid pozve Jaye, Stacyho a Tonyho, aby si zkusili dát polyuretanová kolečka na skateboardy. Když Skip vidí, co kluci na skateboardech dokážou, rozhodne se založit vlastní skateboardový tým. Jeho rozhodnutí se ukáže být skvělou volbou, protože Jay, Tony a Stacy získají v soutěžích řadu vítězství a stávají se velice populárními po celé Venice Beach.
Suchá období způsobují nedostatek vln k surfování, ale neposkytují ani dost vody k napouštění bazénů, čehož Z-boys využijí a začnou trénovat v prázdných bazénech, které jim ovšem nepatří. Mezitím se stále účastní soutěží, které vyhrávají. Jejich úspěchy se objevují v magazínech zaměřených na skateboard a velice tím sport proslaví. Skip, který kluky sponzoruje, na oslavu jednoho článku uspořádá párty, na níž se objeví trošku výstřední Topper Burks (Johnny Knoxville) a nabídne sponzoring Tonymu Alvovi. Ten zpočátku váhá, protože mu Skipy hodně pomohl, ale když vidí výhody spojené se skejtováním za Toppera, rychle nabídce podlehne. Po Tonym Skipův tým opustí i Jay, který doufá, že mimo něj vydělá víc peněz pro svou mámu, a jako poslední tým opouští Stacy.
Tony a Stacy se stanou velice rychle slavnými a uznávanými skateboardisty, s výstupy v televizi, vlastními prkny a Stacy se dokonce objeví v Charlieho andílcích. Jay se mezitím připojí ke gangu. Jejich životy se změní, už nejsou nejlepšími přáteli, ale rivaly – to je patrné zejména mezi Stacym a Tonym. Na mistrovství světa ve skateboardingu se Tony dostane do potyčky s jiným skateboardistou a málem přijde o oko. Jay se rozzlobí na své sponzory, protože nevyrábějí prkna tak, aby se na nich dalo jezdit, ale aby vydělali, a proto Stacy vyhraje soutěž. Po mistrovství klukům zavolá jejich kamarád Sid, pozve je k sobě domů, aby si zajezdili v jeho bazénu, a oznámí jim, že má nádor na mozku.
V titulcích se dozvídáme, že z Tonyho se stal skvělý skateboardista, který se nadále vloupává do zahrad cizích lidí a jezdí v jejich vypuštěných bazénech. Stacy založí vlastní firmu, za kterou nějakou dobu jezdí tehdy čtrnáctiletý Tony Hawk. Jay je stále považován za jednoho z těch, kteří zažehli jiskru sportu. Sid nakonec na nádor na mozku umírá a jeho otec nechává v bazénu jezdit všechny skatery z okolí.

## Obsazení
| Emile Hirsch      | Jay Adams       |
| John Robinson     | Stacy Peralta   |
| Victor Rasuk      | Tony Alva       |
| Heath Ledger      | Skip Engblom    |
| Michael Angarano  | Sid             |
| Nikki Reed        | Kathy Alva      |
| Rebecca De Mornay | Philaine        |
| William Mapother  | Donnie          |
| Vincent Laresca   | Chino           |
| Elden Henson      | Billy Z.        |
| Mitch Hedberg     | Frank Nasworthy |
| Stephanie Limb    | Peggy Oki       |
| Eddie Cahill      | Larry Gordon    |
| Laura Ramsey      | Gabrielle       |
| Pablo Schreiber   | Craig Stecyk    |
| America Ferrera   | Thunder Monkey  |
| Sofía Vergara     | Amelia          |
| Johnny Knoxville  | Topper Burks    |
| Charles Napier    | Nudie           |